# Juan Cruz Goycochea
Juan Cruz Goycochea (Buenos Aires, 2 de mayo de 1991) es un exfutbolista argentino que jugaba de lateral derecho. Actualmente es integrante del cuerpo médico de la Selección de fútbol sub-20 de Argentina, dirigido por Javier Mascherano.

## Trayectoria
Jugó en las inferiores de los equipos de Argentinos Juniors y San Lorenzo de Almagro. Debutaría oficialmente en Yupanqui en 2006 a la edad de 16 años, donde solo disputó 5 encuentros sin marcar goles.
Paso por Armenio en 2010, club en el que convirtió su primer y único gol oficial en su carrera en 9 partidos y tal vez su mejor momento futbolístico a pesar de jugar muy poco.
En 2012 tuvo un paso por el Club Pedernales de la liga de 25 de Mayo, ya que su padre era amigo del entonces entrenador Gabriel Breccia, aprovechando para no perder rodaje, sumando minutos y siendo una pieza clave para guiar al "verde del norte" a jugar la final de la liga con el siempre candidato y difícil Argentinos de 25 Mayo. El equipo fue subcampeón con un buen rendimiento de Goycochea, que se desempeñó de lateral derecho, volante por el mismo sector y doble 5.
Más tarde jugó en San Martín de Tucumán entre las temporadas 2013/2014, donde jugó 3 partidos. El más recordado fue en el clásico tucumano, derrota de su equipo por 3-1 frente a Atlético Tucumán por la Copa Argentina. En el 2014 ganaría más rodaje jugando los amistosos contra Atlético Tucumán en los Torneos de Invierno organizados por el diario La Gaceta de Tucumán, disputando 4 encuentros.
Luego recaló en San Jorge de Tucumán, donde disputó solo 2 encuentros en la temporada 2014/15. Volvería al rodaje en un partido amistoso frente a su exclub, San Martín de Tucumán, en los amistosos de verano en el cual disputó 2 encuentros. En la temporada 2015 ganó más titularidad aunque siempre con un nivel muy bajo, por lo cual solo disputó 7 partidos más y decidió rescindir contrato con el "El Expreso Verde". 
Terminó su carrera en el Club Santa Bárbara logrando el ascenso como unos de sus referentes a la primera categoría de AIFA.
En la actualidad se encuentra retirado, es licenciado en Kineseología y es parte del cuerpo médico de la selección argentina sub-20, entrenada por Javier Mascherano.

## Vida personal
Nacido el 2 de mayo de 1991, es hijo del exfutbolista Sergio Goycochea.

## Clubes y estadísticas
| Club                  | País      | Año       | Partidos | Goles |
| --------------------- | --------- | --------- | -------- | ----- |
| Yupanqui              | Argentina | 2006-2009 | 5        | 0     |
| Armenio               | Argentina | 2010-2012 | 9        | 1     |
| San Martín de Tucumán | Argentina | 2013-2014 | 3        | 0     |
| San Jorge de Tucumán  | Argentina | 2014-2015 | 9        | 0     |
| Total                 | Total     | Total     | 26       | 1     |